# Симфонические вариации (Франк)
Симфонические вариации (фр. Variations symphoniques), М. 46 — произведение для фортепиано с оркестром, написанное в 1885 году Сезаром Франком. Продолжительность звучания около пятнадцати минут.

## История
Произведение посвящено Луи Дьемеру, который 15 марта 1885 года представил премьеру симфонической поэмы «Джинны» для фортепиано с оркестром. В благодарность Франк летом 1885 года начал работу над новым сочинением специально для этого пианиста и полностью завершил композицию 12 декабря.
Первое исполнение «Симфонических вариаций», состоявшееся 1 мая 1886 года на ежегодном оркестровом концерте Национального общества музыки, — Дьемер был солистом, дирижировал автор, прошло почти незамеченным. Во второй раз Вариации прозвучали 30 января 1887 года на концерте, полностью посвящённом творчеству Франка, под управлением Жюля Падлу (солировал вновь Дьемер). Произведение снова не имело большого успеха у публики, однако работу Франка высоко оценили его ученики, в том числе Венсан д'Энди, Анри Дюпарк, Поль Дюка и Эрнест Шоссон; а «Симфонические вариации» вскоре вошли в репертуар известных пианистов.

## Структура
Композиция написана для фортепиано и оркестра, состоящего из 2 флейт, 2 гобоев, 2 кларнетов, 2 фаготов, 4 валторн, 2 труб, литавр и струнных.
Пьеса является примером использования Франком циклической формы, когда одна тема перерастает в различные другие. Фортепиано и оркестр в равной степени участвуют в непрерывном развитии идей. Произведение написано в фа-диез миноре (тональность последней части ― фа-диез мажор).
Хотя нет никаких сомнений в том, что сочинение демонстрирует мастерство Франка в вариационной форме, общая структура «Симфонических вариаций» не раз являлась предметом споров. Так, Дональд Тови в своём крайне комплиментарном отзыве о сочинении Франка подчеркнул, что по сути оно представляет собой «тонко и свободно организованную фантазию», в которой тема с шестью вариациями составляет лишь важный эпизод. Пьеса состоит из трёх частей, играемых без пауз: вступления, темы с вариациями и финала. Эти части напоминают структуру концерта для фортепиано с оркестром («быстро ― медленно ― быстро»). Тема вариаций лишь намёком возникает в интродукции и лишь бегло проходит в басовом регистре в финале.

### 1 часть
Некоторые музыковеды считают, что на создание мотива вступления композитора вдохновила тема медленной части концерта для фортепиано с оркестром № 4 Людвига ван Бетховена. Критики отмечают в первой теме противопоставленность образов, характерную творчеству Бетховена: сначала оркестр исполняет бодрую тему, затем на неё жалобно «откликается» пианист.
Вторая тема написана в ля мажоре, имеет обозначение L’istesso tempo и отличается лирическим настроением. Раздел Allegro — Allegretto quasi andante ведёт ко второй части произведения.

### 2 часть
Именно вторая часть содержит вариации, главную тему которых (в фа-диез миноре) объявляет фортепиано. Исследователи творчества Франка называют различное количество вариаций ― от шести до пятнадцати, в зависимости от того, считать ли короткие вариации, имеющие сходный характер, частями более длинных и более сложных вариаций.
В последней вариации ― Molto più lento ― тональность меняется с минорной на одноимённую мажорную. После этого звучит переходный эпизод между второй и третьей частью (снова в миноре), в котором появляется приглушённая тема в исполнении струнных и в сопровождении фортепианных арпеджио. Этот раздел длится около 2 минут и заканчивается фортепианной трелью, объявляющей начало заключительной части.

### 3 часть
Произведение завершается блестящим финалом (Allegro non troppo) в фа-диез мажоре. Это сравнительно короткая часть в сонатной форме, в которой преобладает первая тема. Вторая тема появляется позже и звучит в ре мажоре (затем она возвращается в фа-диез мажор).
По мнению музыковеда Михаила Друскина, «всё произведение проникнуто единством выражения, обладает ясной и убедительной направленностью формы».

## Обработки
Изидор Филипп и Альфред Корто подготовили переработки вариаций для двух фортепиано.
В 1946 году хореограф Фредерик Аштон создал балет «Симфонические вариации» на музыку Франка. В связи с этим появилось переложение вариаций для одного фортепиано в сборнике балетной музыки (1950), подготовленном датским музыкантом Лейфом Харальдстедом.

## Влияние
Фантазия Ральфа Воан-Уильямса для фортепиано, хора и оркестра (1949) имеет некоторое сходство с «Симфоническими вариациями», но в ней отсутствует приверженность классической вариационной форме, типичная для Франка.